# بلچامس
بلچامس یک فرمانده نظامی بود که در آغاز به شاهنشاهی ساسانی خدمت می‌کرد و از سال ۵۴۱ به عضویت ارتش امپراتوری بیزانس درآمد. از او در سال ۵۳۱ به عنوان فرمانده نظامی قلعه سیائورانون یاد شده که در آنجا از لشکر روم به فرماندهی بلیساریوس شکست خورد و به همراه ۸۰۰ سوار سوار ساسانی به عنوان اسیر به قسطنطنیه فرستاده شد. او پس از مدت کوتاهی برای جنگ با پادشاهی استروگوت‌ها در جنگ گوت‌ها به ایتالیا فرستاده شد. اطلاعات دیگری از زندگی او در دست نیست.